# باندرمة
باندرمة أو بانديرما (بالتركية: Bandırma)‏ هي مدينة تركية تقع على ساحل بحر مرمرة.

## توأمة
لباندرمة اتفاقيات توأمة مع كل من:
- كامن (28 أبريل 1999 - )[7]
- ماردين
- لوتسك (23 يناير 2014 - )[8]
- كافالا [9]
- Nikopol Municipality [الإنجليزية]‏ [9]
- سوخومي [9]
- هانغتشو [الإنجليزية]‏ (20 يونيو 2002 - )[7]

## أعلام
- إرولكان تشينكو
- هاندا أرتشيل
- محمد جمال أوزطايلان